# Четверикова Ірина Сергіївна
Четверикова Ірина Сергіївна (рос. Четверикова Ирина Сергеевна) — радянський і український звукорежисер, організатор кіновиробництва.

## Біографічні відомості
Народилася 11 квітня 1960 року в Москві в родині інженера. Закінчила Київський політехнічний інститут (1983) та факультет журналістики Київського державного університету ім. Т. Г. Шевченка (1994).
Працює на студії «Укртелефільм».
З 2000 року — директор картини. Член Національної спілки кінематографістів України.

## Фільмографія
Оформила як звукорежисер стрічки:
- «Натурник»
- «Українські відьми»
- «Вигнання з Раю»»
- «Буйна» (1990)
- «Кицька»
- «Голос»
- «З мороку тисячоліть»
- «Шанс»
- «Посмішка звіра» (1998)